# Hrabstwo Clay (Georgia)

Piramida wieku hrabstwa

Hrabstwo Clay (ang. Clay County) – hrabstwo w stanie Georgia, w Stanach Zjednoczonych. Z gęstością 5,6 os./km² należy do najsłabiej zaludnionych hrabstw Georgii. 

## Geografia
Według spisu z 2000 roku obszar całkowity hrabstwa obejmuje powierzchnię 216,99 mil2 (562 km²), z czego 195,21 mil2 (505,59 km²) stanowią lądy, a 21,79 mil2 (56,44 km²) stanowią wody. Według szacunków United States Census Bureau w roku 2009 miało 3 113 mieszkańców. Jego siedzibą administracyjną jest Fort Gaines.

### Miejscowości
- Bluffton
- Fort Gaines

### Sąsiednie hrabstwa
- Hrabstwo Quitman, Georgia (północ)
- Hrabstwo Randolph, Georgia (północny wschód)
- Hrabstwo Calhoun, Georgia (wschód)
- Hrabstwo Early, Georgia (południe)
- Hrabstwo Henry, Alabama (zachód)
- Hrabstwo Barbour, Alabama (północny zachód)